# Ronamossen/Klockesjömyren
Ronamossen/Klockesjömyren este o arie protejată (arie specială de conservare — SAC, sit de importanță comunitară — SCI) din Suedia întinsă pe o suprafață de 384,8 ha, integral pe uscat.

## Localizare
Centrul sitului Ronamossen/Klockesjömyren este situat la coordonatele 56°50′10″N 13°48′39″E / 56.8362°N 13.8107°E.

## Înființare
Situl Ronamossen/Klockesjömyren a fost declarat sit de importanță comunitară în iulie 2000 pentru a proteja un număr necunoscut de specii din flora spontană și fauna sălbatică aflate în arealul zonei. Situl a fost protejat și ca arie specială de conservare în martie 2011.

## Biodiversitate
Situată în ecoregiunea boreală, aria protejată conține 5 habitate naturale: Păduri de fag Luzulo-Fagetum, Mlaștini împădurite, Mlaștini turboase de tranziție și turbării mișcătoare, Lacuri și iazuri distrofice naturale, Taiga vestică.
La baza desemnării sitului se află un număr nedeclarat de specii protejate.